# Pavol Blažek
Pavol Blažek (Trnava, Checoslováquia, 9 de julho de 1958) é um antigo atleta praticante de marcha atlética, que representou primeiro a Checoslováquia e mais tarde a Eslováquia em diversas edições dos Jogos Olímpicos. Foi campeão europeu de 20 km marcha em 1990, na cidade de Split.

## Participações olímpicas
- Moscovo 1980 : 10º nos 50 km marcha e 14º nos 20 km marcha;
- Seul 1988 : 12º nos 50 km marcha e 15º nos 20 km marcha;
- Barcelona 1992 : 17º nos 20 km marcha e 29º nos 50 km marcha;
- Atlanta 1996 : 46º nos 20 km marcha

## Recordes pessoais
- 20000m marcha (pista): 1:19:54.0 h, em Bergen (1990)
- 20 quilómetros (estrada): 1:18:13 h, em Hildesheim (1990)
- 50 quilómetros (estrada): 3:47:31 h, em Seul (1988)